# Арманду Гебуза
Арманду Еміліу Гебуза (порт. Armando Emílio Guebuza; нар. 20 січня 1943, Нампула, Мозамбік) — президент Мозамбіку з 2 лютого 2005 року до 15 січня 2015 року.

## Біографія
У 20 років Гебуза вступив в ФРЕЛІМО, партію, що боролася збройним шляхом за незалежність Мозамбіку від Португалії. Після перемоги, здобутої в 1975 році, він став одним з лідерів ФРЕЛІМО, членом її Політбюро і міністром внутрішніх справ, видавши сумно відомий наказ 24 20, який сповіщав деяких португальців про необхідність покинути країну протягом 24 годин, взявши з собою не більше 20 кг багажу. У 1980-ті Гебуза курирував непопулярну програму переселення безробітних жителів міст у сільські райони півночі країни. Після загибелі першого президента Мозамбіку Самори Машела у катастрофі літака в ПАР Гебуза став одним з десяти членів ради, що заміщує президента і керівником комісії з розслідування обставин трагедії, яка не прийшла ні до чого певного. Представляв ФРЕЛІМО на мирних переговорах з партизанами РЕНАМО в Римі, що закінчилися підписанням мирної угоди 4 жовтня 1992 року. У період переходу до багатопартійної системи представляв уряд Мозамбіку у спільній Комісії по спільному спостереження і контролю, вищому органу спостереження за цим процесом. Удачливий бізнесмен після дозволу приватної економічної діяльності в Мозамбіку. У 2002 році обраний генеральним секретарем ФРЕЛІМО і кандидатом від неї в президенти. У грудні 2004 року був обраний президентом, змінивши на цій посаді Жоакіма Чіссано.
28 жовтня 2009 року був всенародним голосуванням переобраний на другий п'ятирічний термін.
У серпні 2021 року його сина Ндамбі Гебузу судили за корупцію.